# Epinephelus clippertonensis
Epinephelus clippertonensis és una espècie de peix de la família dels serrànids i de l'ordre dels cipriniformes que es troba a l'Illa Clipperton.